# Tuwi Kayee
Tuwi Kayee is een bestuurslaag in het regentschap Aceh Jaya van de provincie Atjeh, Indonesië. Tuwi Kayee telt 174 inwoners (volkstelling 2010).